# Landmarks of Lunacy
Landmarks of Lunacy es el segundo EP de la banda británica Klaxons, lanzado el 25 de diciembre de 2010, el álbum estuvo disponible en el sitio web de la banda para su descarga gratuita. Las canciones fueron rechazadas por la discográfica, Polydor, después de que las grabaciones del segundo álbum, fueran consideradas como "muy experimentales".

## Lista de canciones
1. "The Pale Blue Dot" - 4:05
2. "Silver Forest" - 3:29
3. "Ivy Leaves" - 3:29
4. "Wildeflowers" - 4:03
5. "Marble Fields" - 7:19